# 蒙塔涅 (上索恩省)
蒙塔涅（法語：Montagney，法語發音：[mɔ̃taɲɛ]）是法国上索恩省的一个市镇，属于沃苏勒区。

## 地理
蒙塔涅（47°17'11"N, 5°39'40"E）面积9.21 平方千米，位于法国勃艮第-弗朗什-孔泰大區上索恩省，该省份为法国东部内陆省份，北起顺时针与孚日省、贝尔福地区省、杜省、汝拉省、科多尔省和上马恩省接壤。
与蒙塔涅接壤的市镇（或旧市镇、城区）包括：瓦莱、维特勒、巴尔莱佩姆、绍梅尔塞讷、索尔奈。

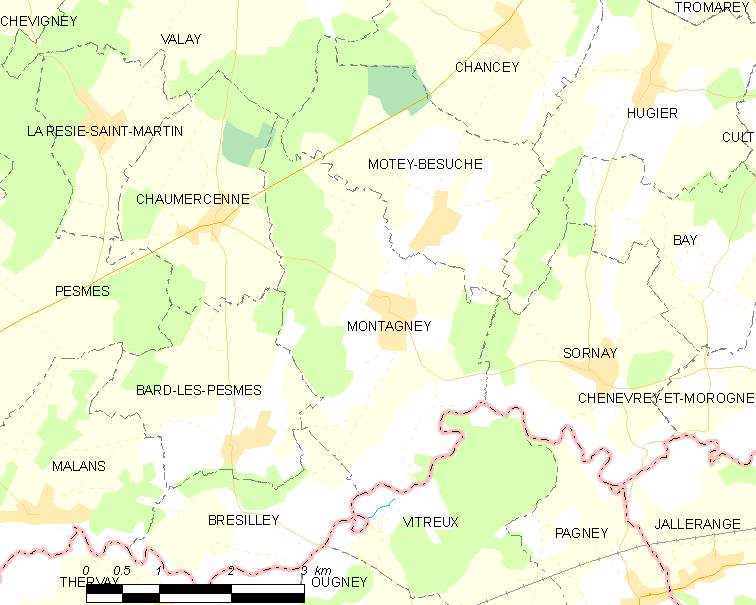
的OSM定位图

蒙塔涅的时区为UTC+01:00、UTC+02:00（夏令时）。

## 行政
蒙塔涅的邮政编码为70140，INSEE市镇编码为70353。

## 政治
蒙塔涅所属的省级选区为马尔奈县。

## 人口

1962-2008年间人口变化图示

蒙塔涅于2022年1月1日时的人口数量为506人。